# Hrabstwo Burke (Karolina Północna)
Hrabstwo Burke (ang. Burke County) – hrabstwo w stanie Karolina Północna w Stanach Zjednoczonych.

## Geografia
Według spisu z 2000 roku obszar całkowity hrabstwa obejmuje powierzchnię 515 mil2 (1333,84 km²), z czego 507 mil2 (1313,12 km²) stanowią lądy, a 8 mil2 (20,72 km²) stanowią wody. Według szacunków United States Census Bureau w roku 2012 miało 90 505 mieszkańców. Jego siedzibą administracyjną jest Morganton.

### Miasta
- Connelly Springs
- Drexel
- Glen Alpine
- Hildebran
- Long View
- Morganton
- Rhodhiss
- Valdese

### CDP
- Icard
- Salem